# Haus Heyde (Unna)

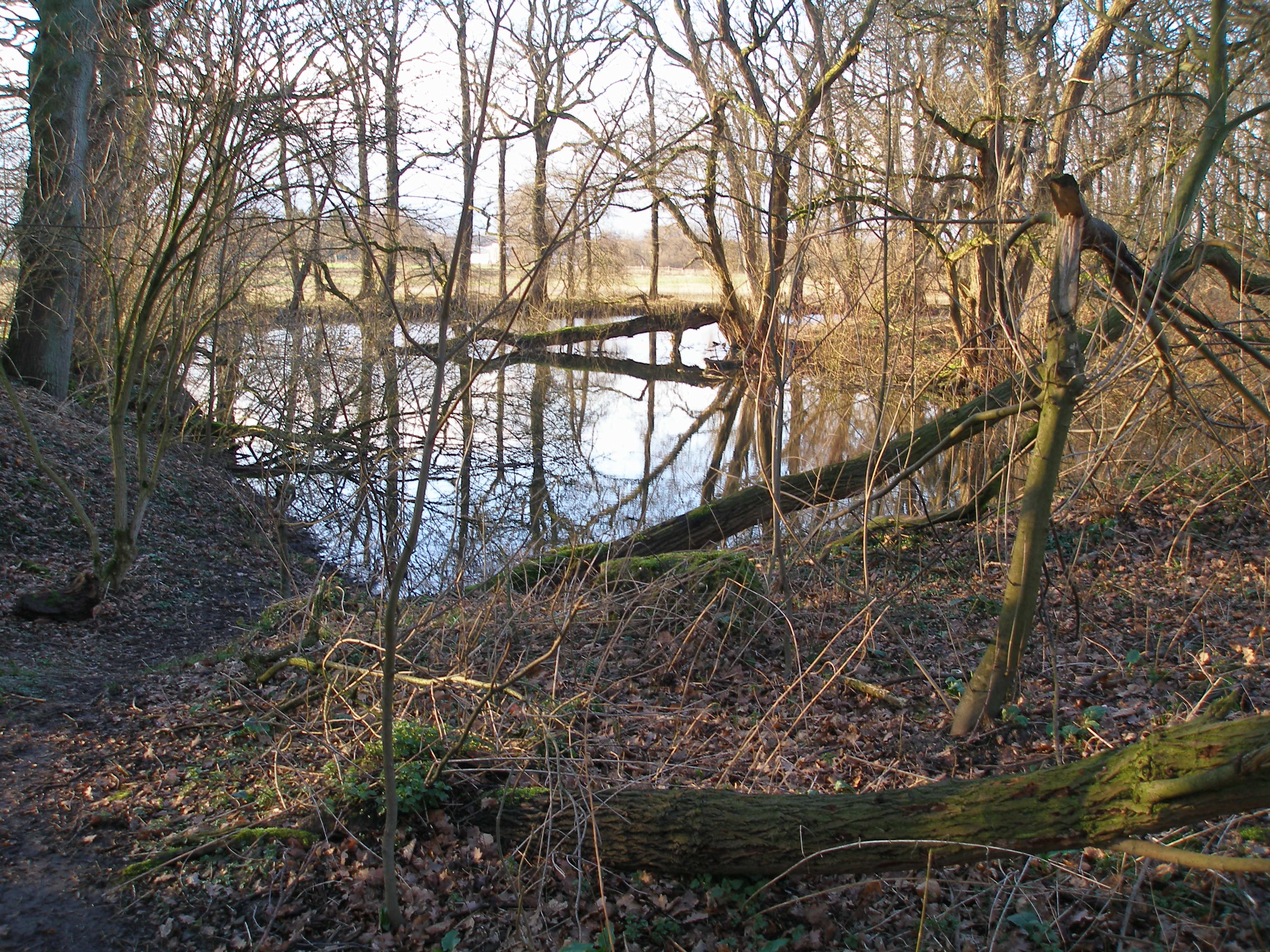
Teil der noch vorhandenen Gräfte

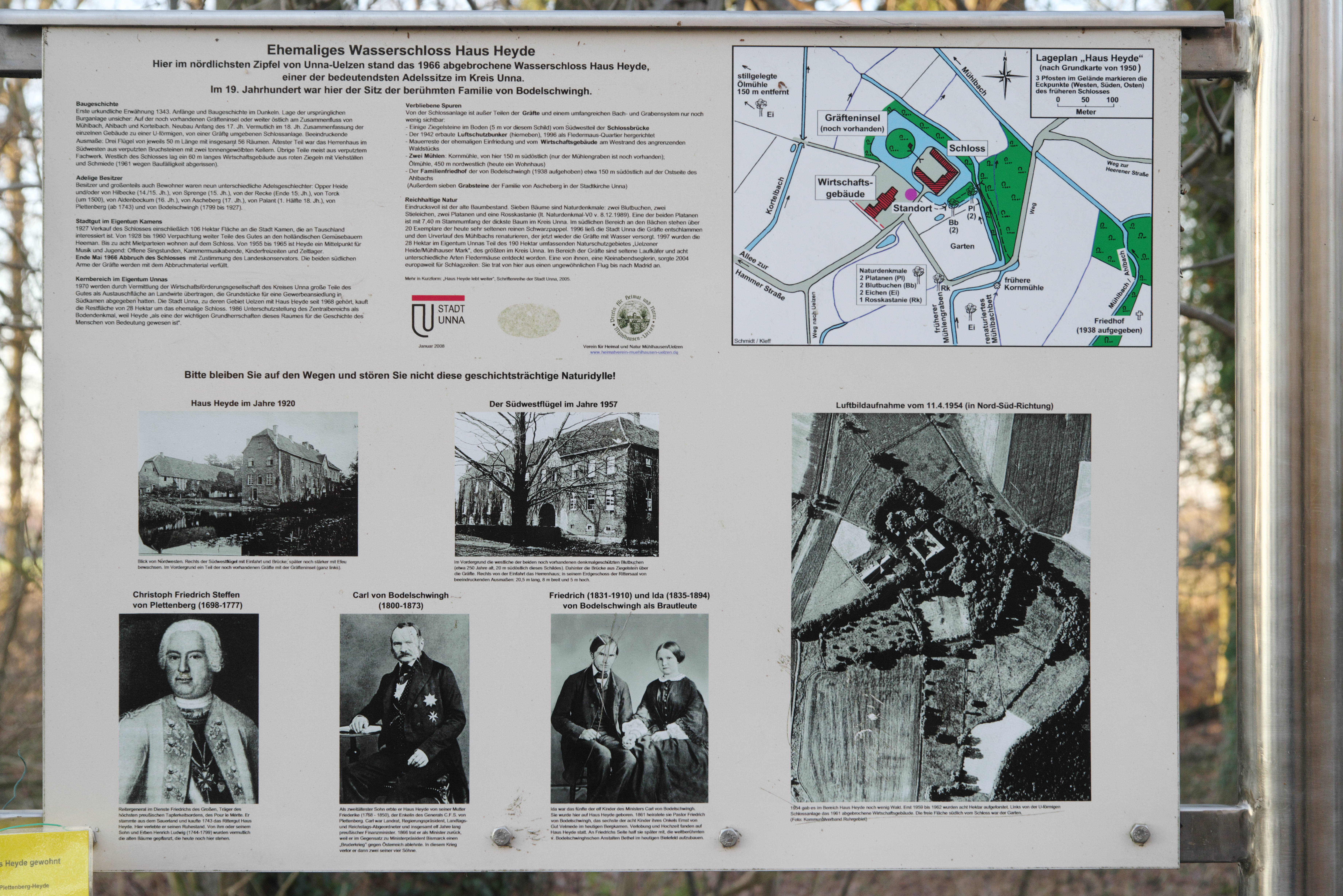
Infotafel Haus Heyde Unna

Haus Heyde, auch Heide geschrieben, war ein Adelssitz im äußersten Norden des westfälischen Dorfes Uelzen, das seit dem 1. Januar 1968 Ortsteil von Unna ist. Heydes erste Erwähnung stammt vom Jahr 1343. Das Gut wurde 1966 abgebrochen.
Von den neun Adelsgeschlechtern, die im Besitz des Wasserschlosses waren, war die letzte und bekannteste die Familie von Bodelschwingh.

## Die adligen Besitzer
Hinsichtlich der frühen Geschichte von Haus Heyde besteht die Gefahr von Verwechselungen. Es gibt und gab im deutschen Sprachraum eine Fülle von Örtlichkeiten und Familiennamen mit Heide/Heiden in den verschiedenen Schreibweisen. So gab es allein in Nordrhein-Westfalen sechs unterschiedliche Adelsgeschlechter namens Heiden, jede mit eigenem Wappen, und darüber hinaus fünf Haus Heyde.

### Opper Heide / von Hilbecke
Von Haus Heyde bei Unna war der erste namentlich genannte Besitzer wahrscheinlich 1343 ein „Friderich opper Heide“ oder „van der Heide“, von dem nur bekannt ist, dass er in dem Jahr „Zeuge zu Unna“ war. Vielleicht war er ein Angehöriger der Familie von Hilbeck, die im nahe gelegenen (Werl-)Hilbeck ansässig war.

### Sprenge
Die ersten sicheren urkundlichen Nachweise über das Bestehen des Adelssitzes stammen von 1422 und 1479 in Bezug auf einen Ritter namens Henrike Sprenge „Herr zur Heyden und Borgmühlen“. Borgmühl ist ein 1,5 km südlich gelegenes, noch heute bestehendes landwirtschaftliches Gut in (Unna-)Mühlhausen. Die wohl schon Ende des 15. Jahrhunderts ausgestorbene Ritterfamilie Sprenge spielte damals eine bedeutende Rolle in der Lokalgeschichte. Die Unnaer Stadtkirche besitzt noch einen Abendmahlskelch, der ihr um 1400 von einem Menricus Sprenge geschenkt wurde. Ein Heinrich Sprenge war 1451 Ordensritter im Baltikum; ein Johann Sprenge machte 1467 der Kirche in (Unna-)Lünern eine Schenkung.

### Von der Recke
Ende des 15. Jahrhunderts ging Haus Heyde durch Heirat auf die weit verzweigte Familie von der Recke über, die auf dem nicht weit entfernten „Haus zur Heyde“ (inzwischen Haus Reck genannt) im heutigen Hamm-Lerche ansässig war und lange Zeit die Drosten von Unna und Kamen stellte. Wegen der örtlichen Nähe und der Namensähnlichkeit gibt es insoweit viele offene Fragen.

### Von Torck
Um 1500 kaufte Jasper Torck vom heute noch vorhandenen Haus Brügge in (Bönen-)Lenningsen, damals Drost von Unna und Kamen, das Haus Heyde bei Unna. Er vererbte es an seine Tochter Katrin, die mit Matthias (oder Thies) von Aldenbockum († 1506/07) verheiratet war. Matthias wurde sein Nachfolger als Drost von Unna und Kamen.

### Von Aldenbockum
Im 16. Jahrhundert waren dann drei Generationen derer von Aldenbockum Besitzer und Bewohner von Haus Heyde. Bei den drei Rittern – Thyes, Matthias und Johann – handelte es sich um angesehene, fromme und sozial eingestellte Männer. So machten 1586 die Brüder Johann und Diederich von Aldenbockum zusammen mit anderen Männern eine Schenkung für die Kamener Schule. Von dem dritten, „Johann vonn Altenbokum zuer Heidenn“ († vor 1593), ist noch das umfangreiche Testament erhalten, das er 1585 zusammen mit seiner Frau aus zweiter Ehe, Mette Bycker, verfasste. Darin setzen sie den Armen zu Unna eine jährliche Rente von fünf Malter Korn und der Schule in Hamm einmalig 60 Reichstaler aus.

### Von Ascheberg
Nahezu das gesamte 17. Jahrhundert hindurch saßen fünf Generationen der Familie von Ascheberg auf Haus Heyde. Heberich (Heilwig oder Sibrich), Tochter des Johann von Aldenbockum und seiner zweiten Frau Mette, die Haus Heyde erbte, hatte nämlich einen „Heidenreich von Ascheberg, Herrn zu Byinck“ geheiratet. Ihr Sohn, Aldenbockum von Ascheberg († 1624), schenkte 1620 der Unnaer Kirche einen vergoldeten Abendmahlskelch aus Silber. Sieben Grabsteine derer von Ascheberg sind dort heute noch zu sehen. Diese Familie war es, die Anfang des 17. Jahrhunderts das 1966 abgebrochene Herrenhaus errichtete. Sie verarmte infolge des Dreißigjährigen Krieges.

### Von Palant
Johan Diederich Heidenreich von Ascheberg zu Byinck und Heyde, der 1712 kinderlos starb, vermachte Haus Heyde dem Sohn seiner Schwester, Jan Steffen Heidenreich von Palant zu Schadeburg (* 1705). Dieser verkaufte es – offensichtlich ohne jemals darin gewohnt zu haben und wohl aus Geldmangel – 1743 an einen adeligen „Obristwachtmeister“ aus dem Sauerland in Diensten Friedrichs des Großen, nämlich an Christoph Friedrich Steffen von Plettenberg zu Lenhausen-Stockum (1698–1777).

### Von Plettenberg
Mit Christoph Friedrich Steffen von Plettenberg begann Heydes „große Zeit“. Er ist auch der erste Bewohner von Haus Heyde, dessen Bild überliefert ist. Er hatte am 9. März 1734 Charlotta Sibilla Hendrina von Edelkirchen von einem Haus Heide bei Halver im Sauerland geheiratet (was später im Bodelschwinghschen Stammbaum zu Verwechselungen führte). Da er der protestantischen Linie derer von Plettenberg angehörte, war er im katholischen Herzogtum Westfalen nicht landtagsfähig, konnte also auf diese Weise seinen Lebensunterhalt nicht bestreiten und trat deshalb in preußische Dienste. Nach dem Brand des Stammsitzes seines Familienzweiges, des Unteren Hauses in Lenhausen 1732 verkaufte er im folgenden Jahr die Ruine und seinen gesamten Lenhauser Besitz an den der katholischen Linie Plettenberg-Lenhausen angehörenden Besitzer des heute noch bestehenden Oberen Hauses, den Reichsgrafen Friedrich Bernhard Wilhelm von Plettenberg. Mit dem Erlös und den Erlösen aus seiner Teilnahme am Ersten Schlesischen Krieg (1740–1742) finanzierte er den Kaufpreis von 40.722 Reichstalern für Haus Heyde.
Offenbar war Christoph Friedrich ein tüchtiger Offizier. Im Zweiten Schlesischen Krieg wurde er zum Oberstlieutenant befördert und erhielt eine der beiden höchsten preußischen Auszeichnungen, den Orden Pour le Mérite. Am Dritten Schlesischen Krieg, dem Siebenjährigen Krieg, nahm er als Generalmajor teil. In der Schlacht bei  Prag am 6. Mai 1757, in der er zwei preußische Dragonerregimenter befehligte, wurde er so schwer verwundet, dass er nicht wieder felddienstfähig wurde. Im folgenden Jahr übertrug ihm Friedrich der Große die Besorgung der Remonten, der 3–4-jährigen Nachwuchspferde des preußischen Heeres. 1761 schied er mit 62 Jahren im Rang eines Generalleutnants krankheitshalber aus dem Militärdienst aus. Er lebte dann auf Haus Heyde und kaufte 1768 das benachbarte Gut Binkhoff hinzu. Wahrscheinlich war er es – vielleicht aber auch erst sein Sohn Henrich Ludwig (1744–1799) –, der Haus Heyde im Stil des Barock zu einer Dreiflügelanlage in U-Form umbaute und den Park anlegte, von dem noch eine Anzahl Bäume erhalten sind. Nach seinem Tod am 17. März 1777 wurde er im Chor der Unnaer Stadtkirche beigesetzt; sein Grabstein ist aber nicht mehr vorhanden.
Sein Sohn und Erbe, Henrich Ludwig von Plettenberg (1744–1799), der 1767 Sophie Charlotte von Plettenberg-Heeren vom benachbarten (heute noch bestehenden) Wasserschloss Haus Heeren heiratete, konnte 1785 das 6 km nördlich gelegene Gut Bögge im heutigen Bönen mit dem verbundenen Gut Nordhof für 40.950 Reichstaler ersteigern. Dadurch verdoppelte sich in etwa der Besitz derer von Plettenberg auf Heyde.

### Von Bodelschwingh
Henrich Ludwigs älteste Tochter Friederike von Plettenberg (1768–1850) – er hatte keine Söhne – heiratete 1785 Franz von Bodelschwingh-Velmede (1754–1827) im heutigen Bergkamen. Dadurch kam später Haus Heyde an die Familie von Bodelschwingh. Friederike und Franz wurden die Stammeltern einer weit verzweigten Familie mit bedeutenden Persönlichkeiten, durch die Haus Heyde auch überregional bekannt wurde. Vier Generationen derer von Bodelschwingh wohnten auf Haus Heyde, das „damals der eigentliche Mittelpunkt der Familie war“, bis die vierte Generation das Gut 1927 an die Stadt Kamen verkaufte. Die Familie hatte noch einen zweiten Wohnsitz im Zentrum von Hamm, vor allem um den Kindern eine gute Schulausbildung zu geben.
Da Friederikes Ehemann Franz Erbe der Güter Velmede und Töddinghausen im heutigen Bergkamen war, besaß das Ehepaar sechs Güter und war somit eines der wohlhabendsten im weiten Umkreis. Nach dem Tod ihres Mannes 1827 wohnte Friederike bis zu ihrem Tod 1850 auf Heyde. Obwohl klein und zart, war sie eine sehr willenskräftige Natur, die für ihre Enkel – und viele andere – „die höchste Respektsperson auf Erden“ war. Ihr Mann Franz dagegen galt als Gutsherr mit weichem Herz, der sehr nachsichtig gegen säumige Pächter war.
Aus der Ehe gingen drei Kinder hervor:
- Sophie (1791–1855), später Erbin der Güter Bögge und Nordhof, heiratete 1815 Konstant Freiherr Quadt-Wykradt-Hüchtenbruck, einen preußischen General der Infanterie,
- Ernst (1794–1854), später Erbe der Güter Velmede und Töddinghausen, und
- Carl (1800–1873), später Erbe der Güter Heyde und Binkhoff.

Beide Brüder, die zu den bedeutendsten Persönlichkeiten gehören, die die Kreise Hamm und Unna hervorgebracht haben, hatten hohe und höchste Ämter inne mit bemerkenswert ähnlichen Laufbahnen: Landrat, Regierungspräsident, Preußischer Finanzminister, Abgeordneter. Beide dankten als Minister ab – Ernst 1848 und Carl 1866 –, als die Regierungspolitik nicht mehr ihren Grundauffassungen entsprach.
Carl, der bis zu seiner Abdankung insgesamt elf Jahre preußischer Finanzminister war, war auch Commendator (= Vorsitzender) der westfälischen Johanniter und engagierte sich sozial sehr stark. 1827 heiratete er Elise von Bodelschwingh-Plettenberg (1806–1889) aus dem heutigen Dortmund-Bodelschwingh. Das fünfte ihrer elf Kinder, Ida (1835–1894), heiratete 1861 auf Haus Heyde ihren Vetter Friedrich von Bodelschwingh (1831–1910, Sohn von Carls Bruder Ernst). Später baute sie mit ihm die von Bodelschwinghschen Anstalten in Bielefeld-Bethel auf. Einer ihrer Söhne, Pastor „Fritz“ von Bodelschwingh (1877–1946), ab 1910 Leiter der Bodelschwinghschen Gesamtanstalten, gab in seinem Buch Aus einer hellen Kinderzeit, das in 14 Auflagen erschien, ein anschauliches Bild von den jährlichen Ferien der Enkel auf Heyde.
Zur Mitte des 19. Jahrhunderts verkehrten prominente Leute auf Haus Heyde, die mit den von Bodelschwingh befreundet waren, so der Reichsfreiherr vom und zum Stein, der Reformer Preußens, Freiherr Ludwig von Vincke, der erste Oberpräsident der Provinz Westfalen, und der später berühmte Hofprediger König Friedrich Wilhelms III. Rulemann Eylert, der auf Heyde einige seiner Betrachtungen niederschrieb.
Nach Carls Tod erbte sein achtes Kind, der einzige überlebende Sohn Udo (1840–1921), den Familiensitz. Er war Berufsoffizier, der sich alljährlich nur einige Wochen auf Heyde aufhielt und schon mit 49 Jahren seine aktive Laufbahn beendete. Vermutlich hatte er Umgang mit der kaiserlichen Familie, denn auf seiner Grabplatte auf dem Familienfriedhof in Velmede heißt es: „Udo Freiherr von Bodelschwingh, Königlicher Oberst a. D., Ceremonienmeister und Kammerherr.“
Nach Udos Tod erbte Haus Heyde seine älteste Tochter Leopoldine (1875–1937), die mit dem Generalleutnant der Kavallerie Dietrich von Bodelschwingh (1862–1939) verheiratet war, einem Enkel von Ernst (1794–1854). Nach dem Ersten Weltkrieg quittierte Dietrich den Dienst, und die sechsköpfige Familie lebte für etwa vier Jahre – von 1919 bis 1923 – auf Haus Heyde. 1927 verkauften sie das Gut für 346.000 Reichsmark an die benachbarte Stadt Kamen, die an den Ländereien als Tauschland interessiert war.

## Baugeschichte
Die Anfänge der Anlage liegen im Dunkeln. Wahrscheinlich ist sie aus einem Gräftenhof entstanden. Im späten Mittelalter wurde dann wohl die Gräfte um den heute noch vorhandenen Teich mit Insel erweitert. Auf der Insel wurde vermutlich zur besseren Verteidigung eine burgähnliche Turmanlage errichtet. Auf diese Weise dürfte eine Zwei-Insel-Anlage mit Oberburg (auf der kleinen Insel) und Unterburg (auf dem Gräftenhof) entstanden sein. Das 1966 abgebrochene Herrenhaus wurde anscheinend Anfang des 17. Jahrhunderts auf der großen Insel des Gräftenhofes neu errichtet. Eine – inzwischen verschollene – Glocke mit der Jahreszahl 1605 und eine noch erhaltene Truhe von 1622 weisen auf diese Zeit. Später wurden dann die zunächst einzeln stehenden Gebäude – wahrscheinlich von Christoph Friedrich von Plettenberg oder seinem Sohn Henrich Ludwig – zu der dreiflügeligen Schlossanlage zusammengefasst, die auf der Urkarte von 1828 zu sehen ist. Auf dieser Karte ist auch schon die 1961 abgebrochene, außerhalb der Gräfte stehende große Scheune eingetragen. Mangels Bodenfunden ist aber auch nicht auszuschließen, dass die ursprüngliche Anlage etwas weiter nördlich an den tiefer gelegenen Bächen Mühlbach, Ahlbach oder Kortelbach gelegen hatte.

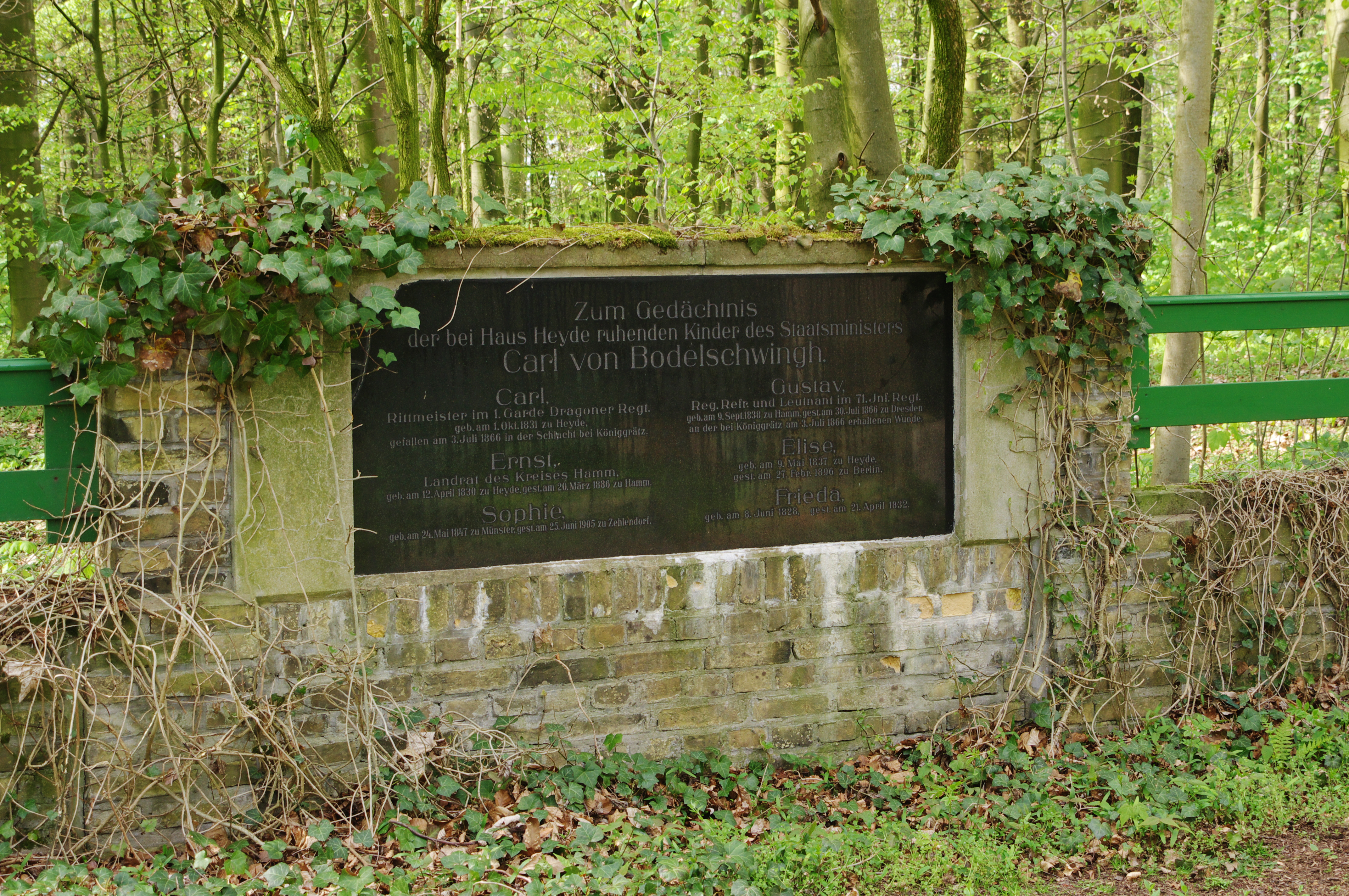
Gedenktafel auf dem Friedhof bei Gut Velmede

Jeder der drei Flügel der U-förmigen Anlage war rund 50 m lang mit einer Firsthöhe von 20 m. Sie hatte bei ihrem Abriss 56 Räume. Das zweigeschossige Herrenhaus als ältester Teil, das weitgehend aus Bruchsteinen erbaut war, besaß 1 m dicke Außenmauern und hatte zwei tonnengewölbte Keller. Der Rittersaal war 20,5 m lang, knapp 8 m breit und 5 m hoch. Das Schloss war von einem Park mit einer Anzahl weiterer Wasserflächen umgeben, zunächst im Stil eines Barockgartens, später eines Englischen Gartens. Vom Herrenhaus aus hatte man nach Süden einen weiten Blick in die Landschaft bis auf den Haarstrang.
Etwa 150 m südöstlich des Schlosses lag der 1832 angelegte Familienfriedhof, dessen Reste noch heute zu erkennen sind. Bis 1921 wurden dort 19 Personen beerdigt, mit einer Ausnahme alles Angehörige der Familie von Bodelschwingh-Heyde und deren Ehegatten. 1938 wurde der Friedhof aufgelöst. Ein Teil der Toten wurde mit Grabsteinen zum Familienfriedhof derer von Bodelschwingh in (Bergkamen-)Velmede überführt, der andere Teil verblieb bei Haus Heyde. Eine Gedenktafel auf dem Velmeder Friedhof erinnert an sie.

## Das Rittergut
Das Rittergut Haus Heyde umfasste 1920 rund 106 Hektar, von denen 82 in (Unna-)Uelzen lagen, der Rest in Unna und (Unna-)Mühlhausen. Bis zur Mitte des 19. Jahrhunderts, als die Bauern ihre Höfe ablösen konnten, gehörten zum Gut noch bis zu zehn Bauernhöfe, die meisten in Mühlhausen gelegen. Die von Bodelschwingh bewirtschafteten ihre Güter nicht selbst, sondern bedienten sich eines Rentmeisters, der ihnen monatlich Berichte an ihren jeweiligen Aufenthaltsort zu schicken hatte; zeitweise waren die Güter auch verpachtet. Zur Mitte des 19. Jahrhunderts wurden vor allem Roggen und Weizen angebaut, aber auch Kartoffeln, Hafer, Gerste, Runkelrüben, Bohnen, Klee und Flachs. Große Teile waren Dauergrünland. An Vieh wurden eine Herde von etwa 250 Schafen gehalten und in der Regel 8 Pferde, 70 bis 80 Schweine, dazu Kühe, Kälber und eine Anzahl Hühner. Das Obst – Birnen, Äpfel und Pflaumen – verwertete man selbst. Zumindest im 18. und 19. Jahrhundert war auch ein Jäger angestellt. Es wurden aber wohl nur Hasen, Rebhühner und Schnepfen gejagt; Rehe oder noch größere Tiere gab es nicht. In der Gräfte, den Teichen und Bächen gab es reichlich Fische.
Zum Gut gehörten auch eine Kornmühle und eine Ölmühle; die Kornmühle 300 m südlich und die Ölmühle, deren Gebäude noch heute steht, 300 m nördlich vom Schloss, beide am Mühlbach gelegen. Beide Mühlen waren an einen Müller verpachtet. Darüber hinaus hatten die von Plettenberg und anschließend die von Bodelschwingh die Unnaer Windmühle in der heutigen Mühlenstraße von 1796 bis zur Mitte des 19. Jahrhunderts in Erbpacht, nachdem diese lange stillgelegen hatte. Sie bauten sie wieder auf und ließen sie von einem Müller als Unterpächter betreiben.
Der Wasserreichtum des Gebietes schuf immer wieder Probleme durch versumpfte Wiesen und morastige Wege, hatte aber auch Vorteile: Neben dem Betrieb der Mühlen wurde es zum „Flößen“ der Wiesen im zeitigen Frühjahr und zur Wasserlieferung an die Salzwerke im angrenzenden Unna-Königsborn genutzt, die zeitweise die größten von ganz Westfalen waren.

### Eisenbahnprozess
1876 wurde die (1968 stillgelegte und danach abgebaute) Bahnstrecke Unna-Königsborn–Welver in Betrieb genommen. Sie trennte durch einen hohen Damm ein Drittel der südlichen Ländereien vom Rittergut ab. Die von Bodelschwingh, vertreten durch Ernst von Bodelschwingh (1830–1881) als Generalbevollmächtigten, damals Landrat des Kreises, wandten sich zunächst gegen den Enteignungsbeschluss und führten dann wegen der Entschädigungshöhe einen Prozess durch drei Instanzen bis zum Reichsgericht. Es dürfte sich um eine Art Musterprozess gehandelt haben, den Ernst als Jurist und Fachmann für viele andere Betroffene in der Zeit des damaligen Eisenbahnbaus geführt hat. Es ging um eine Reihe grundsätzlicher, damals neuer Fragen, wie zum Beispiel um die Bewertung von Belästigungen, Beunruhigung des Viehs oder Durchschneidung einer bis dahin zusammenhängenden Fläche. Die von Bodelschwingh verloren den Prozess.

## Stadtgut im Eigentum Kamens
Nachdem die Stadt Kamen Mitte 1927 von der Familie von Bodelschwingh das Rittergut gekauft hatte, verpachtete sie im folgenden Jahr eine Anzahl Grundstücke an Landwirte der Umgebung. Der Kernbereich des Gutes mit etwa 56 Hektar und ein Teil der Gebäude wurden an den niederländischen Blumen- und Gemüsebauern Piet Heeman und dessen Teilhaber Heinrich Krings verpachtet. Heeman bewirtschaftete dann das Gut fortlaufend bis 1960. Er machte in den 1930er Jahren den Blumenkohl in Westfalen populär. Auf großen Feldern baute er auch Blumen an, vor allem Tulpen. Während des Zweiten Weltkriegs waren über 20 Polen und Russen auf dem Schloss untergebracht. Dazu kamen bis zu acht Mietparteien, die dort auch noch lange in der Nachkriegszeit wohnten.
Dann wurde für 10 Jahre, von 1955 bis 1965, Haus Heyde ein Mittelpunkt der Musik und Jugend. Es war Sitz des Jugendverbandes Musikantengilde, der das Herrenhaus und ein Stück Brachland pachtete und beides wieder instand setzte. Es fanden Kammermusikabende und Offene Singstunden, Kinderfreizeiten und Zeltlager statt; es war Lehrgangsstätte und Tagungsort für Jugendleiter. Die lokale Presse berichtete ausführlich.

### Abbruch
Dann kündigte plötzlich die Stadt Kamen die Pachtverträge. Da die Gebäude in schlechtem Zustand waren, wenn auch nicht baufällig, ließ die Stadt sie im Mai 1966 mit Zustimmung des Landeskonservators abbrechen. Mit dem Abbruchmaterial verfüllte man zwei Arme der Gräfte. Unklar ist, ob noch die beiden Keller unter dem Herrenhaus erhalten sind. Durch Vermittlung der Wirtschaftsförderungsgesellschaft des Kreises Unna verkaufte die Stadt Kamen zum 1. Oktober 1970 die gesamte Fläche für 3,1 Millionen DM. Die Mehrzahl der Grundstücke ging als Austauschfläche an Landwirte, die Flächen für die Ansiedlung der Vereinigten Deutschen Metallwerke (VDM) in Kamen abgegeben hatten. Die Stadt Unna, zu deren Stadtgebiet seit 1968 das ehemalige Gut gehört, kaufte die beim Grundstückstausch übrig gebliebenen 28 Hektar.

## Restfläche im Eigentum Unnas

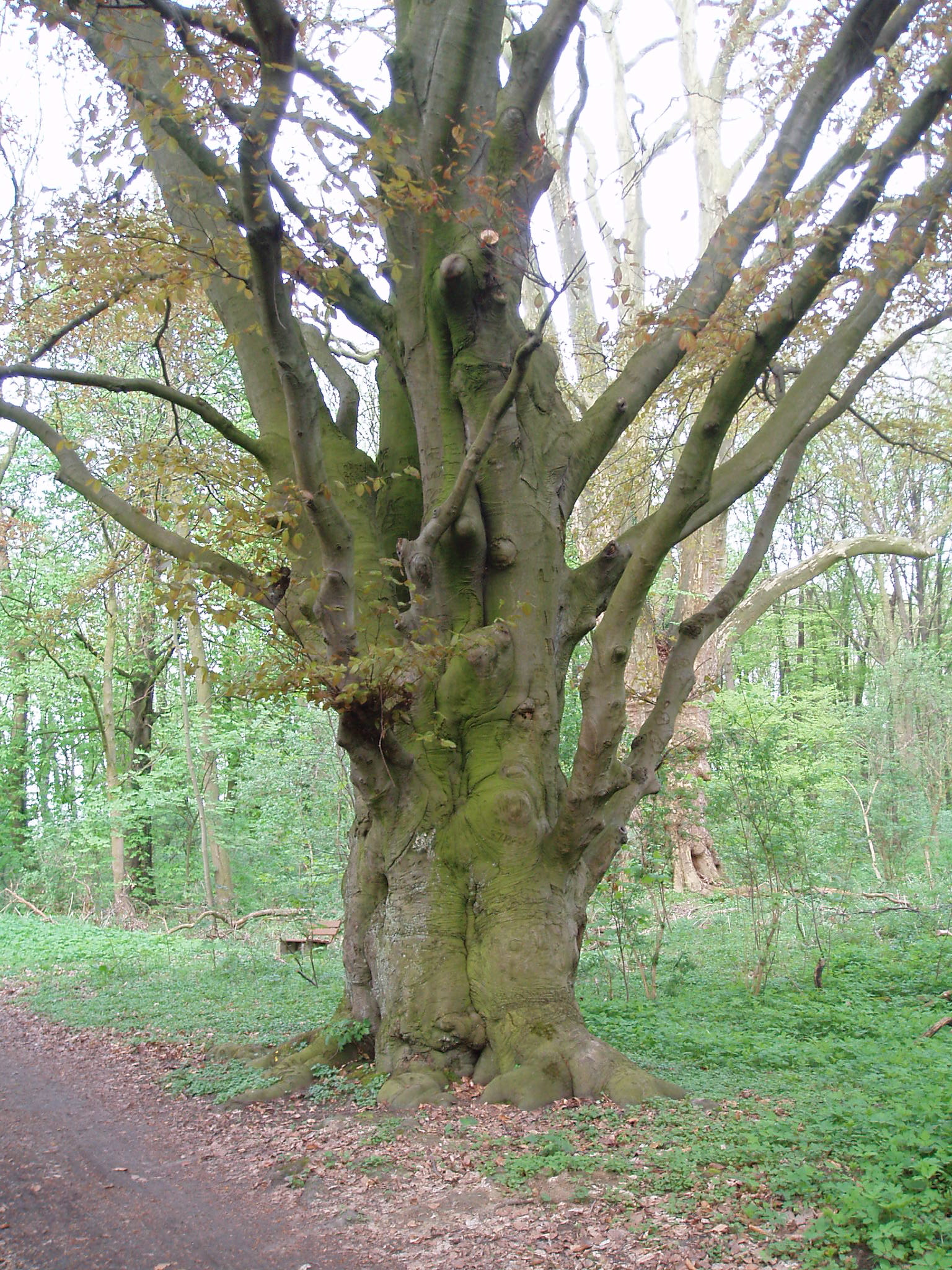
Blutbuche, als Naturdenkmal geschützt, an einem zugeschütteten Gräftenarm

Die von Unna gekaufte Restfläche ist der Kernbereich um das ehemalige Wasserschloss. Auf Antrag des Westfälischen Museums für Archäologie wurde 1986 die verbliebene Gräftenanlage und die südlich sich anschließende frühere Gartenfläche als Bodendenkmal unter Schutz gestellt. Begründet wurde dies damit, dass „hier durch evtl. notwendig werdende Ausgrabungen die ältere Baugeschichte untersucht werden könnte“, da „Haus Heide als eine der wichtigen Grundherrschaften dieses Raumes für die Geschichte des Menschen von Bedeutung gewesen“ ist. 1994 ließ die Stadt Unna die verbliebene Gräfte entschlammen und zwei Jahre später den ursprünglichen Verlauf des Mühlbachs wiederherstellen, u. a. um die Gräfte mit ausreichend Wasser zu versorgen.
Heute ist das Gebiet des ehemaligen Gutes vor allem durch den Baumbestand bemerkenswert: Fünf Bäume (zwei Platanen und je eine Blutbuche, Stieleiche und Rosskastanie) sind als Naturdenkmale unter Schutz gestellt. Eine der beiden Platanen ist mit 7,12 m Stammumfang (bei 130 cm Höhe gemessen) der dickste Baum im Kreis Unna. Inzwischen wurde festgestellt, dass der 250 bis 300 Jahre alte Baum die dickste Platane Westfalens und die zweitdickste von ganz Nordrhein-Westfalen ist. Darüber hinaus stehen dort noch über 20 Exemplare der in Nordrhein-Westfalen sehr seltenen Echten Schwarz-Pappel (Populus nigra ssp. nigra). Mitte 1997 wurden die der Stadt Unna gehörenden 28 Hektar Teil des neuen Naturschutzgebietes „Uelzener Heide / Mühlhauser Mark“. Bei Untersuchungen in den Jahren 2002/2003 wurden ungewöhnlich viele Fledermausarten festgestellt, nämlich acht, und an der Gräfte in Nordrhein-Westfalen sehr seltene Laufkäfer. 2004 sorgte eine von den Medien „Bella“ getaufte Kleinabendseglerin, eine bei uns seltene Fledermausart, europaweit für Aufsehen. Sie war ein Jahr zuvor in Unna Mitte völlig entkräftet aufgefunden worden. Von Fledermausexperten wurde sie aufgepäppelt, beringt und bei Haus Heyde ausgesetzt. Nahe Madrid in Spanien – 1500 km entfernt – fand man sie wieder. Es war der zweitlängste jemals registrierte Flug eines Kleinabendseglers.
Ein Antrag des Heimatvereins, die 1966 zugeschütteten zwei Gräftenarme wieder auszuheben und mit dem Aushub die Umrisse der Schlossanlage wieder anzudeuten, wurde 2006 vom zuständigen Denkmalamt abgelehnt.
Damit bleiben auch zwei interessante Fragen ungelöst: Lag die mittelalterliche Burganlage auf der heutigen Gräfteninsel oder weiter weg direkt an den Bächen? Ist der tonnengewölbte Keller des Herrenhauses noch vorhanden?

## Sonstiges
Bei Haus Heyde spielt der sechste und letzte Teil des im Juni 2014 erschienenen phantastischen Jugendromans Grenzgänger. Ein Ruhrpott-Roadmovie, geschrieben von 66 Jugendlichen aus sechs Ruhrgebietsstädten. Er wurde von acht Schüler des Unnaer Geschwister-Scholl-Gymnasiums verfasst. Charakteristische Merkmale des alten Rittersitzes wie die „magische“ Platane, Ahnherr von Plettenberg, Mühlbach, der aufgelassene Familienfriedhof und Fledermäuse spielen darin eine wichtige Rolle.